# Bulbul cellagroc
El bulbul cellagroc (Acritillas indica) és una espècie d'ocell de la família dels picnonòtids (Pycnonotidae) i única espècie del gènere Acritillas Oberholser, 1905. E Habita selves, boscos, matolls i ciutats del sud-oest i sud-est de l'Índia i Sri Lanka. El seu estat de conservació es considera de risc mínim.